# Fuite de gaz de Visakhapatnam
La fuite de gaz de Visakhapatnam est un accident industriel survenu dans l'usine chimique de LG Polymers dans le village de Venkatapuram près de Gopalapatnam (en) à la périphérie de Visakhapatnam, dans l'Andhra Pradesh, en Inde, le matin du 7 mai 2020. Le nuage de vapeur résultant s'est propagé sur un rayon d'environ trois kilomètres, affectant les zones et les villages voisins. À 17 h (UTC) le 8 mai, le nombre de morts était de 13 et plus de 1 000 personnes sont tombées malades après avoir été exposées au gaz.
Les enquêtes préliminaires ont conclu que l'accident était probablement le résultat d'un mauvais entretien des unités stockant le monomère de styrène, d'un stockage incorrect et d'erreurs de fonctionnement. Le gouvernement de l'Andhra Pradesh a annoncé une gratification de 1 crore de ₹ (130 000 €) pour chaque proches des défunts ainsi que des fonds pour les blessés, allouant un budget de 30 crore de ₹ (3 900 000 €) pour l'indemnisation de toutes les personnes concernées.

## Contexte
L'usine chimique du village Venkatapuram a été créée en 1961 sous le nom de Hindustan Polymers. Elle fabrique du polystyrène, des produits en copolymère et des composés plastiques techniques. En 1978, elle a fusionné avec McDowell & Co. En 1997, elle a été acquise par la Corée du Sud sous le nom LG Chem, qui a rebaptisé LG Polymers Inde. LG Chem a étendu ses opérations à l'usine de LG Polymers à cinq reprises entre 2006 et 2018.

### Manque de clairance environnementale
La société mère sud-coréenne, LG Chem, a déclaré dans son affidavit de mai 2019, faisant partie d'une demande d'autorisation environnementale, que la société n'avait pas d'autorisation environnementale légitime délivrée par le ministère de l'Environnement, des Forêts et du Changement climatique, après avoir reçu une étude d'impact sur l'environnement, justifiant la quantité produite et pour poursuivre les opérations. Selon la notification de l'étude d'impact sur l'environnement de 2006 en vertu de la loi de 1986 sur la protection de l' environnement (en), LG chimiques Inde, qui fait partie de l'industrie pétrochimique, tombe dans la catégorie «A» et devrait obtenir l'autorisation du ministère de l'Environnement, des Forêts et du Changement climatique chaque fois qu'ils agrandissent leur usine ou apportent un changement à leur produit manufacturé après novembre 2006. LG Chem a étendu ses opérations à l'usine de LG Polymers à cinq reprises entre 2006 et 2018 sans cette autorisation. Selon l'affidavit de mai 2019, depuis 1997, il fonctionnait à la place avec les permis de l'État nécessaires pour démarrer une nouvelle entreprise et l'exploiter et renouvelé tous les cinq ans.
Cependant, le porte-parole de LG Chem, Choi Sang-kyu, a déclaré à l'Associated Press que la société avait suivi les lois indiennes et opéré sur la base des directives fournies par les responsables, tant au niveau de l'État qu'au niveau fédéral. Il a dit que l'affidavit n'était pas un aveu de violation de la loi mais un gage de respect de la loi. Après la notification de 2006, Choi a déclaré que la société avait consulté le ministère et avait été informée qu'aucune autorisation n'était requise. Cependant, le secrétaire à l'environnement (en), CK Mishra, a déclaré à l'Associated Press que l'usine n'aurait aucune exigence de dédouanement en 2006, mais un dégagement était impératif pour toute expansion ou modification de production depuis lors.
LG Polymers n'avait jamais demandé une autorisation fédérale avant 2017 et selon le procès-verbal d'une réunion entre la société et l'Andhra Pradesh Pollution Control Board, ce dernier a rejeté la demande de l'ancien de produire des plastiques techniques dans son usine. Cependant, un membre du bureau national de lutte contre la pollution a déclaré qu'aucune information n'était disponible concernant un ordre du gouvernement de l'État de suspendre l'exploitation de l'usine. En 2018, la société a sollicité pour la première fois une autorisation environnementale pour augmenter sa capacité de fabrication de polystyrène, un plastique utilisé pour fabriquer des bouteilles et des couvercles. Le ministère de l'Environnement a envoyé la demande d'examen, citant que l'entreprise n'avait pas d'autorisation pour les produits chimiques qu'elle fabriquait déjà. L'entreprise a retiré sa demande tout en demandant une autorisation rétroactive que le ministère a offerte aux entreprises en 2018 à titre d'amnistie unique, qui est restée en suspens jusqu'à la fuite fatale.
Selon l'Associated Press, des responsables et des experts juridiques comme Mahesh Chandra Mehta, un avocat spécialisé dans l'environnement, ont indiqué que l'usine semblait fonctionner dans une zone grise légale, avec l'autorisation environnementale requise par la réglementation centrale tandis que les cadres de l'État doivent veiller à l'application de la loi. Cependant, rien n'indique que le manque de protection de l'environnement ait joué un rôle dans la catastrophe. Les experts sont également sceptiques, car l'usine a fonctionné pendant des années sans autorisation. Mahesh Chandra Mehta a également souligné que beaucoup de ces industries fonctionnent sans autorisation, ce qui montre à quel point les lois environnementales sont faibles en Inde avec plusieurs des villes les plus polluées du monde. Mahesh Chandra Mehta a également déclaré que chaque fois que la société renouvellerait ce permis, le bureau de la pollution de l'État, qui a le pouvoir de faire respecter la loi fédérale sur l'environnement, aurait pu infliger une amende à la société ou refuser un permis jusqu'à ce qu'elle obtienne l'autorisation fédérale, ce qu'elle n'a jamais fait. Le Dr B. Sengupta, spécialiste de l'environnement et ancien chef du Central Pollution Control Board (en), a déclaré que l'État autorise uniquement la pollution et ne tient pas compte des aspects de sécurité, tandis que l'autorisation fédérale évalue ces risques compte tenu de la manipulation et du stockage de matières dangereuses, en prévention de toute catastrophe et atténuation en cas de catastrophe.

## Fuite et effets

### Installations et fuites
Le 7 mai 2020, l'usine a été rouverte à la suite du confinement national (en) mis en place en réponse à la pandémie de Covid-19. L'usine a stocké 2 000 tonnes métriques de styrène dans des réservoirs, qui ont été laissés sans surveillance. Le monomère de styrène doit être conservé entre 20 et 22 °C au-dessus duquel il se vaporise rapidement. On pense qu'un problème informatique dans le système de refroidissement de l'usine a permis aux températures dans les réservoirs de stockage de dépasser les niveaux de sécurité, provoquant la vaporisation du styrène. Entre 2h30 et 3h00 du matin, alors que les travaux de maintenance étaient en cours, le gaz s'est échappé de l'usine et s'est propagé aux villages voisins.

### Effets aigus
Au 7 mai, les fumées s'étaient répandues sur un rayon de 3 kilomètres. Cinq villages (Venkatapuram, Padmapuram, BC Colony, Gopalapatnam et Kamparapalem) ont été durement touchées. Des centaines de personnes ont été transportées d'urgence à l'hôpital avec des difficultés respiratoires et une sensation de brûlure dans les yeux. Beaucoup avaient été retrouvés gisant sur le sol inconscient en raison des effets du gaz. Selon l'estimation initiale, au moins 11 personnes étaient décédées et 20 à 25 personnes étaient dans un état critique. Le lendemain, le nombre de morts était passé à treize et plus de 1 000 personnes auraient été exposées au gaz.
Le 7 mai également, tard dans la nuit, la police a ordonné l'évacuation de toutes les personnes dans un rayon de 2 km autour de la fuite. Cependant, la police a déclaré par la suite que cette évacuation était préventive et qu'il n'y avait pas eu de deuxième fuite.

## Fuite probable et élimination des produits chimiques
Des experts du gouvernement central qui inspectaient l'usine ont déclaré qu'elle aurait dû faire face à une catastrophe si la violation des normes de sécurité dans d'autres installations de stockage de l'usine était passée inaperçue pendant quelques jours de plus. Ils ont déclaré que ces installations étaient vulnérables à une fuite de vapeur à plus grande échelle et stockées dans un état à haut risque à ce moment-là. Un expert a déclaré que la polymérisation a été remarquée dans un autre stockage.
Selon Deccan Chronicle (en), deux experts de la National Disaster Management Authority (en), le Dr Anjan Ray, directeur de l'Indian Institute of Petroleum (en), et Shantanu Geete, un expert de l'industrie, ont inspecté les installations de stockage de l'usine ainsi que le port de Vizag. Le Dr Ray, expert en styrène, a recommandé au gouvernement que les matériaux soient immédiatement retirés des installations. Le 11 mai 2020, le gouvernement d'Andhra Pradesh a ordonné à l'entreprise de retirer 13 000 tonnes métriques de matériaux du pays. Le gouvernement de l'État a organisé deux navires avec l'aide du ministère des transports maritimes (en) pour transporter respectivement 8 000 tonnes et 5 000 tonnes au siège de la société à Séoul.
Mekapati Goutham Reddy (en), ministre des industries de l'Andhra Pradesh, a déclaré que la conclusion préliminaire des inspections d'experts montre que les installations de stockage n'étaient pas conçues pour conserver le matériau pendant une longue durée. Cependant, le personnel de l'usine a affirmé que le matériel était vidé tous les 10 à 15 jours et qu'il n'était jamais stocké plus que la période prévue.

## Secours et sauvetage
Près de 200 à 250 familles ont été évacuées des villages dans un rayon de cinq kilomètres autour de l'usine. Environ 300 personnes ont été hospitalisées, selon un article de presse. Le ministre en chef de l'Andhra Pradesh (en) Y. S. Jaganmohan Reddy (en) a annoncé un ex gratia (en) de 1 crore de ₹ (130 000 €) pour la famille des personnes décédées dans l'accident. Il a en outre annoncé 25 000 ₹ (300 €) pour ceux qui ont reçu un traitement primaire, 1 lakh de ₹ (1200 €) pour ceux qui ont reçu un traitement plus long, et 1 million de ₹ (12 000 €) pour les personnes bénéficiant du soutien d'un ventilateur.
Pour neutraliser le gaz, environ 500 kilogrammes d'antioxydant 4-tert-Butylcatechol (en) seront transportés par voie aérienne par le gouvernement d'Andhra Pradesh et envoyés à l'usine paralysée. Le gouvernement central a volé avec une équipe spécialisée en arme nucléaire, radiologique, biologique et chimique de la National Disaster Response Force (en) de Pune au site.

## Mesures correctives de LG
LG Chemicals a lancé des mesures de soutien pour éliminer tous les facteurs de risque dans l'usine. Dans son effort, LG a apporté ACtify 2680, un retardateur vert et ACtify 2673, un inhibiteur de polymérisation de Dorf Ketal Chemicals, une société chimique basée à Mumbai. LG a déclaré que le retardateur et l'inhibiteur seront ajoutés dans les réservoirs de styrène stockés chez LG Polymers, ce qui empêchera toute dégradation supplémentaire et toute fuite de gaz future qui assurera la sécurité du site. Le retardateur de la série ACtify, considéré comme un nouveau retardateur de polymère vert innovant, est thermiquement stable et offre la protection requise lors des arrêts imprévus.
Le 13 mai 2020, la société sud-coréenne a informé les médias qu'une équipe technique de huit membres, comprenant des experts du département production, environnement et sécurité, de son siège de Séoul, avait été envoyée pour enquêter sur l'incident et réhabiliter les victimes. LG Polymers Inde a déclaré que l'équipe prendrait rapidement des mesures de réhabilitation et de réparation en temps réel. Ils rencontreraient les victimes et les familles affectées pour expliquer en détail les mesures de soutien et organiseraient également des réunions avec les autorités locales.

## Enquête
Selon l'enquête préliminaire, un dysfonctionnement de la soupape à gaz aurait provoqué la fuite. La fuite provenait de l'un des deux réservoirs de produits chimiques laissés sans surveillance depuis mars 2020 en raison du confinement national. Le mauvais fonctionnement de l'unité de réfrigération du réservoir a entraîné une augmentation de la température, provoquant l'évaporation du produit chimique liquide, soupçonné d'être du styrène. Cependant, les experts ont affirmé que d'autres produits chimiques pouvaient également avoir fui, car le styrène ne devrait pas s'étendre sur 4 à 5 kilomètres en raison de ses propriétés chimiques.

### Actions légales
Dans le cadre de l'enquête policière à la suite de la fuite, un premier rapport d'information (en) a été déposé contre LG Polymers par la police locale. Le rapport autorisait d'éventuelles accusations en vertu des articles 278 (rendant l'atmosphère nocive pour la santé), 284 (conduite négligente à l'égard d'une substance toxique), 285 (conduite négligente à l'égard d'un incendie ou d'une matière combustible), 337 (causant des blessures par un acte mettant la vie en danger ou la sécurité personnelle d'autrui), 338 (causant de graves blessures en mettant en danger la vie) et 304 (causant la mort en faisant une éruption cutanée ou un acte de négligence ne constituant pas un homicide coupable) du code pénal indien (en).

#### Tribunal vert national
Une pétition a été déposée au National Green Tribunal (en), demandant une enquête sur l'incident par un comité de haut niveau. Un banc dirigé par le président du National Green Tribunal, le juge Adarsh Kumar Goel (en), a été formé, et l'affaire devait être entendue le 8 mai 2020.
Le 8 mai, le banc commandé LG Polymers Inde pour déposer un montant de 50 crore de ₹ (6 037 000 €) comme montant initial avec le juge d'instruction du district de Visakhapatnam pour atténuer les dommages causés en raison de l'incident. Il a adressé des avis à l'Andhra Pradesh Pollution Control Board, au Central Pollution Control Board et au Ministère de l'environnement, des forêts et du changement climatique, dans lesquels il a sollicité les réponses des différents conseils et du ministère. Il a également constitué un comité d'enquête de cinq membres pour enquêter sur l'incident et remettre un rapport à la magistrature. Le comité serait supervisé par l'ancien juge de la Haute Cour d'Andhra Pradesh (en), B. Seshasayana Reddy.

#### Commission des droits de l'homme
Le même jour que l'incident, la National Human Rights Commission of India (en) a informé le gouvernement d'Andhra Pradesh et le gouvernement central qu'elle considérait l'incident comme une violation flagrante du droit constitutionnel indien à vie. Dans leur avis, la National Human Rights Commission of India demandait au gouvernement d'Andhra Pradesh un rapport détaillé sur les opérations de sauvetage, les traitements médicaux et la réadaptation. Il a également demandé au ministère des Affaires commerciales de l'Union (en) d'enquêter sur d'éventuelles infractions à la législation sur la santé et la sécurité au travail. Les deux rapports devraient être livrés dans les quatre semaines.